# Победа (Кривой Рог)
Победа (укр. Перемо́га) — исторический район, жилой массив в Металлургическом районе города Кривой Рог Днепропетровской области.

## История
Заложен в конце 1940-х годов. Селились семьи фронтовиков, работавших на заводе «Криворожсталь».

## Характеристика
Жилой массив в Металлургическом районе.
Состоит из 35 улиц частного сектора. Имеет 981 частный дом. Занимает площадь 10 300 м². Богат зелёными насаждениями.